# 알카사스군
알카사스군(جيش القصاص; Jaysh al-Qassas)는 2012년 9월 시리아 내전 중에 창설된 자유 시리아군의 일부이다. 코바니 포위 당시 ISIL에 맞서 싸웠고 이후 유프라테스 화산에 참여했다.